# Tallsmalmyra
Tallsmalmyra (Leptothorax muscorum) är en myrart som först beskrevs av Nylander 1846.  Tallsmalmyra ingår i släktet smalmyror, och familjen myror. Arten är reproducerande i Sverige.

## Underarter
Arten delas in i följande underarter:
- L. m. betulae
- L. m. fagi
- L. m. flavescens
- L. m. muscorum
- L. m. uvicensis

## Bildgalleri

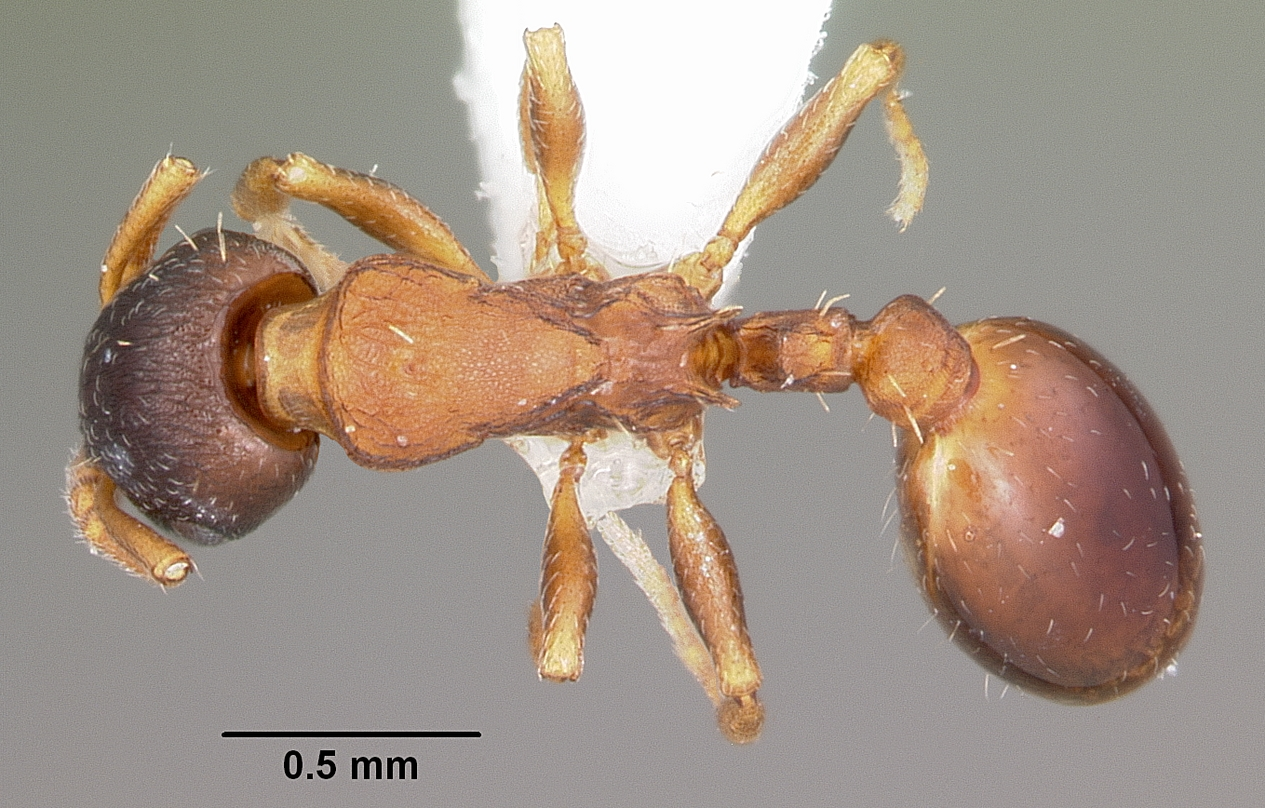
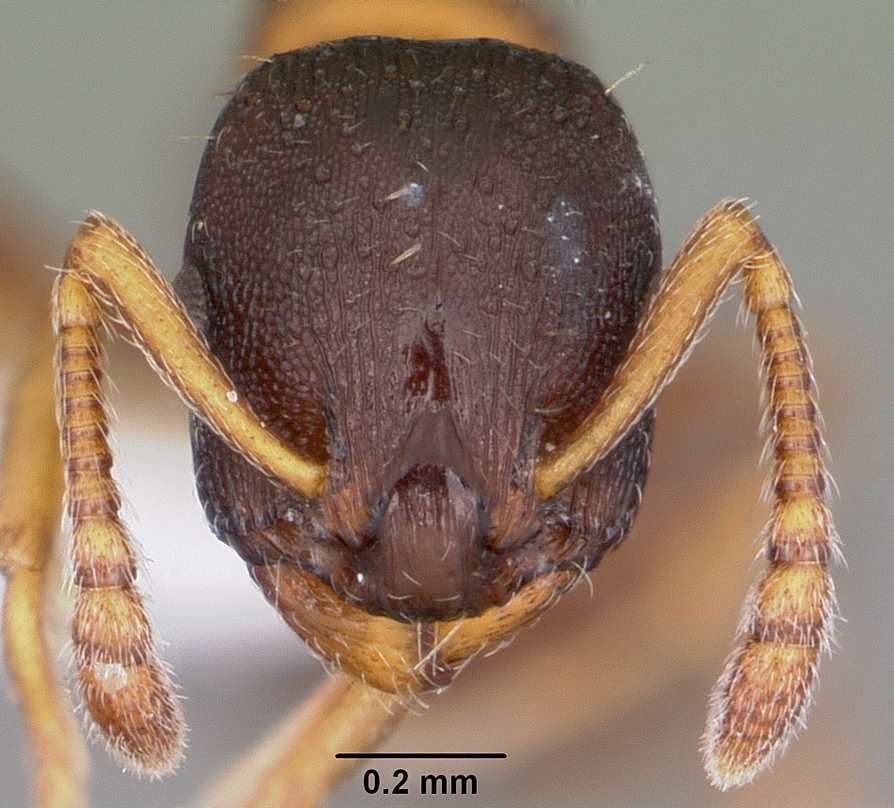
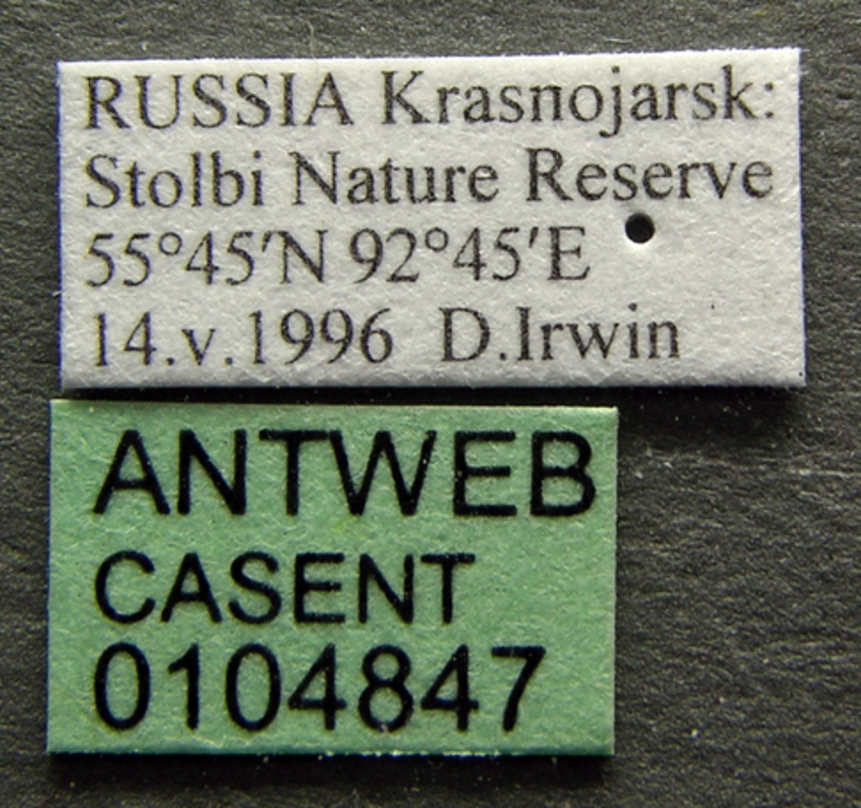
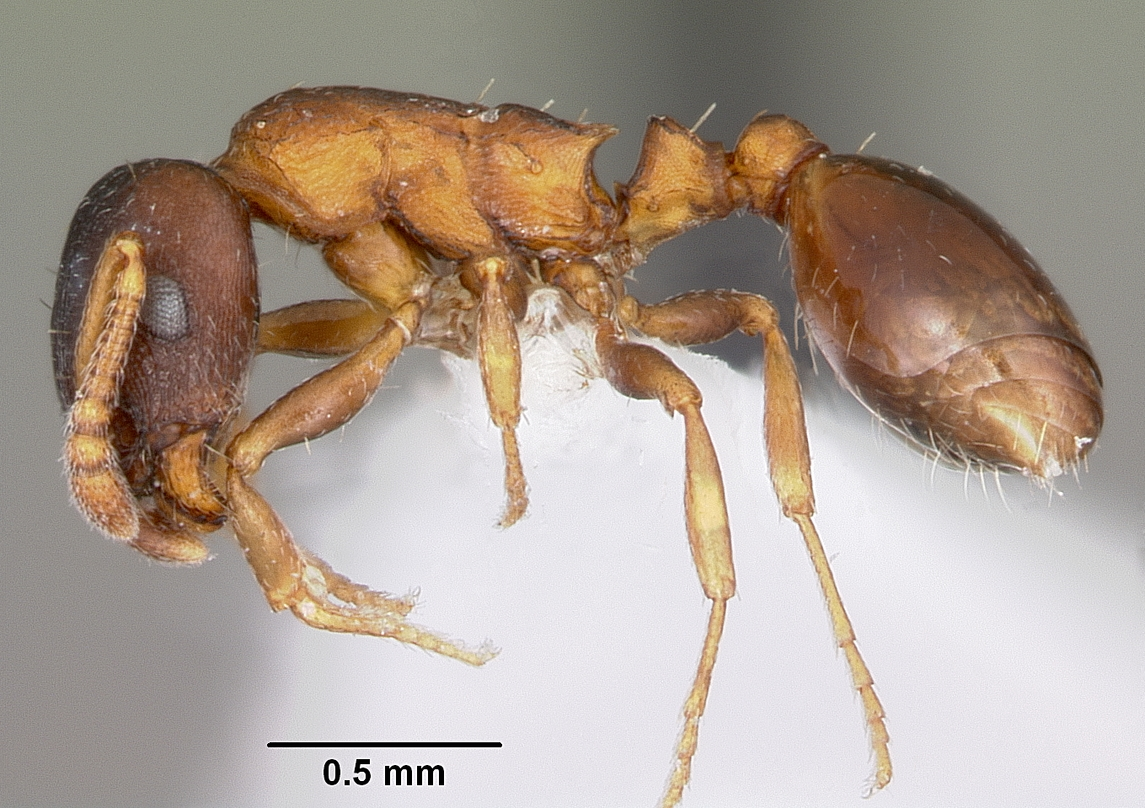
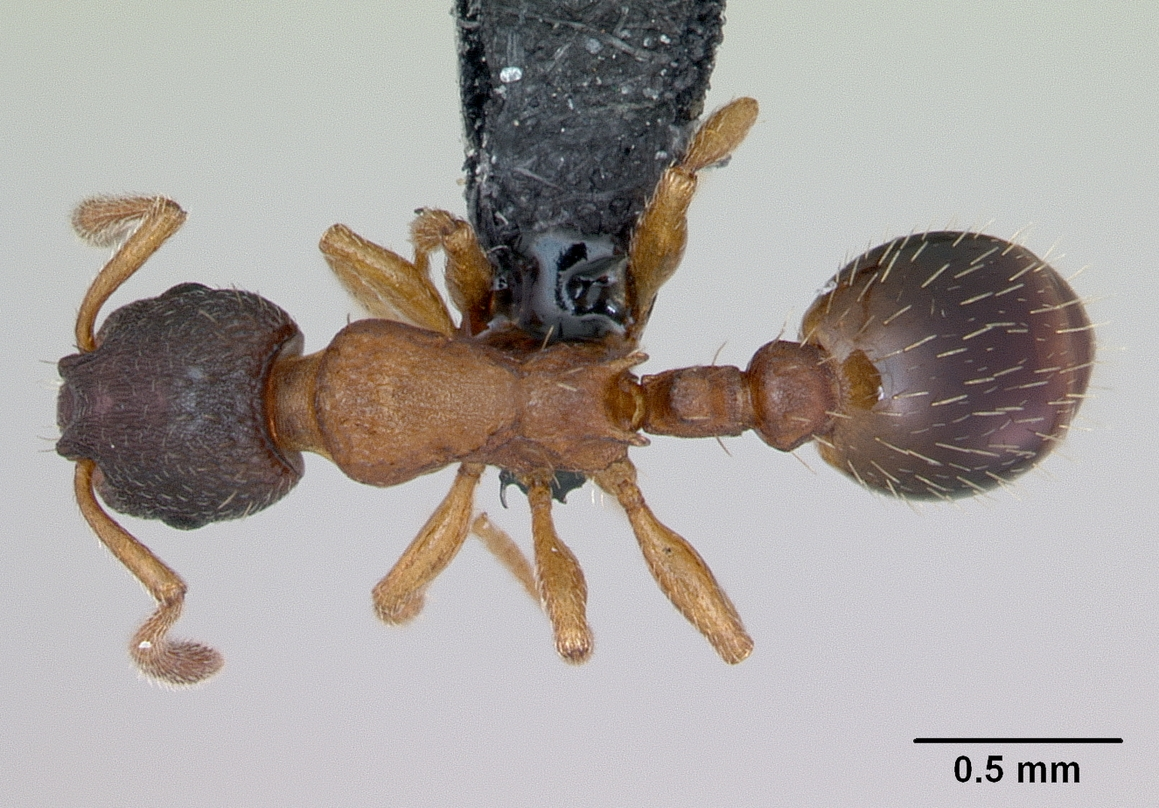
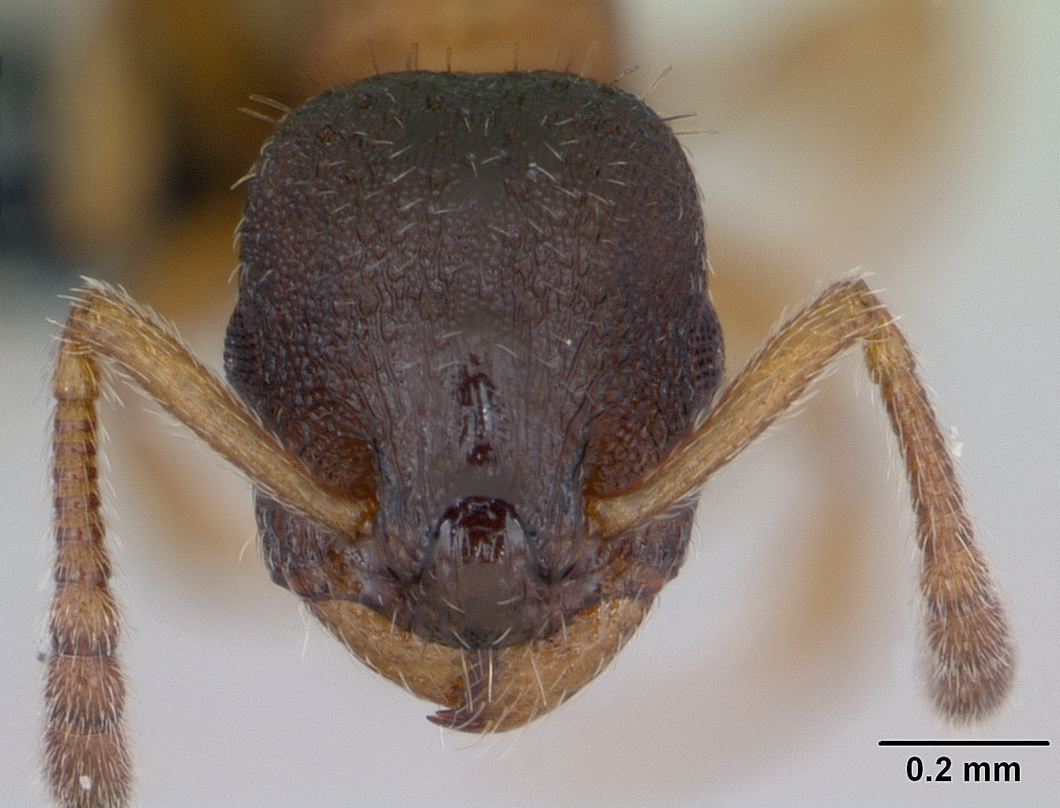